# Gottsdorf (Untergriesbach)
Gottsdorf ist ein Gemeindeteil des Marktes Untergriesbach im niederbayerischen Landkreis Passau. Bis 1971 bildete Gottsdorf eine selbstständige Gemeinde, zu der noch 15 weitere Ortsteile (Dörfer, Weiler und Einöden) gehörten.

## Lage
Das Pfarrdorf Gottsdorf liegt etwa fünf Kilometer südöstlich von Untergriesbach und etwa einem Kilometer von der Landesgrenze zu Österreich entfernt. Im Süden von Gottsdorf soll das Pumpspeicherkraftwerk Riedl entstehen.

## Geschichte
Ein Gotefrit de Gottinesdorf ist vor 1121 Zeuge in der Urkunde Bischof Ulrichs über Perlesreut und 1130 bei der Übergabe von Besitz in Mittich an das Kloster St. Nikola.
Die Herrschaft Rannariedl hatte im 13. Jahrhundert die Vogtei über Gottsdorf inne. Der Sprengel der alten Pfarrei Gottsdorf wurde 1593 dem Pfleggericht Obernzell zugewiesen. Aus der Obmannschaft Gottsdorf ging mit den bayerischen Gemeindeedikten 1808 der Steuerdistrikt Gottsdorf hervor und aus diesem 1818 die Gemeinde Gottsdorf.
- Gottsdorf
- Anetsöd
- Dirnberg
- Glotzing
- Herrnwies
- Hochreut
- Höhenberg
- Jochenstein
- Kronawitten
- Krottenthal
- Linden
- Mittereck
- Oberreut
- Ramesberg
- Riedl
- Wesseslinden
- Zaunbrechl

Im Zuge der Gebietsreform wurde die Gemeinde Gottsdorf mit Wirkung vom 1. Januar 1972 aufgelöst und in die Gemeinde Untergriesbach eingegliedert.
Bei der Volkszählung 1987 wurden 305 Einwohner gezählt. Große Bedeutung für den Ort hat der Tourismus unter der Bezeichnung „Feriengebiet - Gottsdorf“.

## Sehenswürdigkeiten

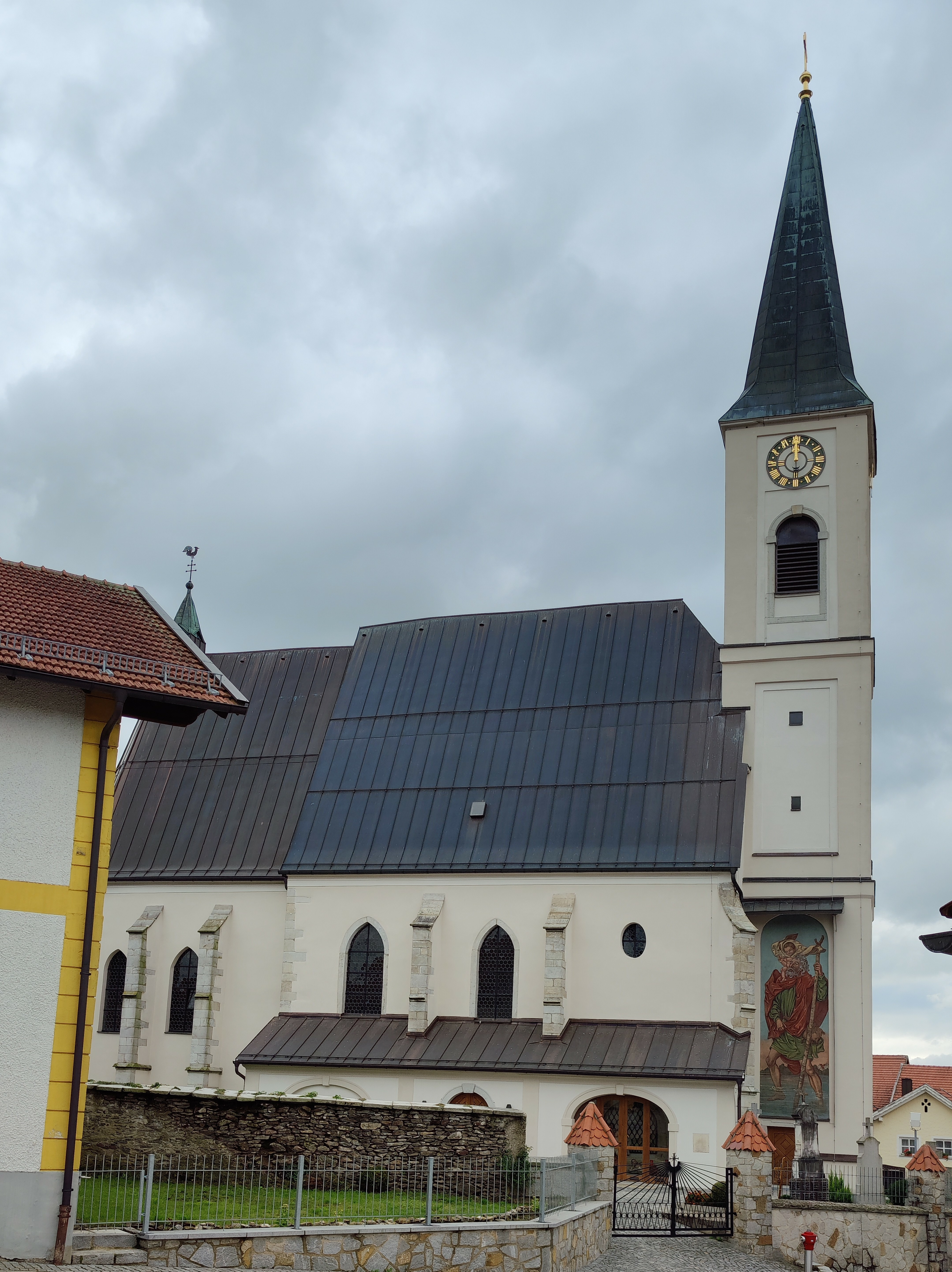
Die Pfarrkirche St. Jakobus der Ältere

- Die Pfarrkirche St. Jakobus der Ältere stammt aus der Mitte des 15. Jahrhunderts. Sie hat ein Sternrippengewölbe und wurde 1712 mit dem Westturm versehen. Die barocken Altäre und die Kanzel sind von 1737. Der Hochaltar zeigt den hl. Jakobus, flankiert von den hll. Petrus, Paulus, Dinatus und Florian.

## Bildung und Erziehung
- Kindergarten in Gottsdorf

## Einrichtungen
- Freibad Gottsdorf (geschlossen)
- Hallenbad Gottsdorf (geschlossen)